# Microhistòria
La microhistòria és una branca dins de l'estudi de la història. Iniciada als anys setanta, té com a finalitat la investigació del passat en una escala molt petita. El tipus més comú de microhistòria és l'estudi d'un poblet o una vila. Altres camps comuns inclouen documentar-se sobre persones importants en l'àmbit local, o analitzar un sol quadre. Ja que les arrels dels esdeveniments més importants estan basades en les accions dels ciutadans, aquests estudis solen tenir enormes ramificacions. La microhistòria és una component important en la "nova història" que ha aparegut des dels anys seixanta. Se sol compaginar amb les ciències socials, com l'antropologia i la sociologia.
Aquesta ciència no s'ha de confondre amb la pràctica comuna en alguns historiadors aficionats d'investigar sobre la història del poble personal o l'església. D'altra banda i malgrat partir de documents o conjunt de documents molt concrets, tampoc no se la pot oposar sempre a la macrohistòria o macrofilosofia, ja que sovint les seves anàlisis tenen implicacions culturals de gran abast, com sovint destaquen en les seves obres Carlo Ginzburg o Robert Darnton.

## Microhistoriadors
Alguns microhistoriadors importants són:
- Wolfgang Behringer
- Alain Corbin
- Theo van Deursen
- Clifford Geertz
- Carlo Ginzburg
- Craig Harline
- Ronald Hutton
- Mark Kurlansky
- Emmanuel Le Roy Ladurie
- Giovanni Levi
- Luis Mott
- Osvaldo Raggio
- Jacques Revel
- David Sabean
- Stella Tillyard
- Sigurður Gylfi Magnússon